# Jasmin Gerat

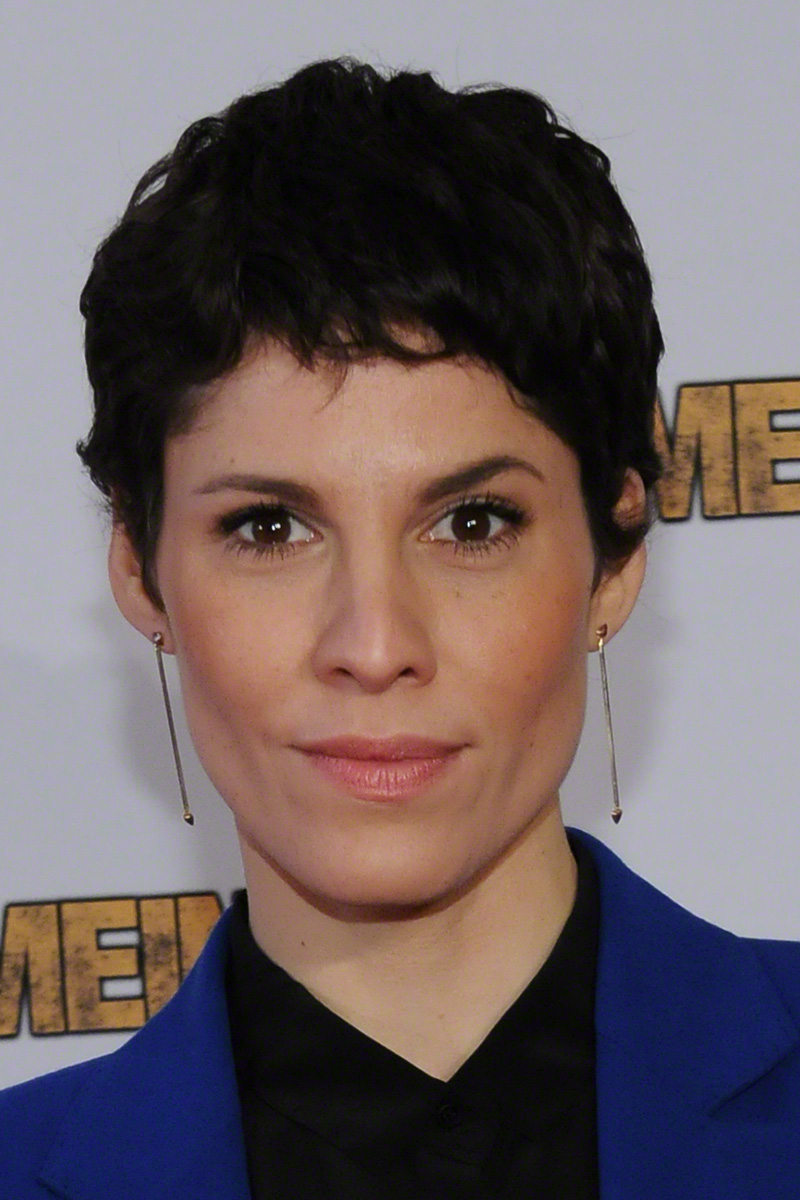
Jasmin Gerat (2014)

Jasmin Gerat (* 25. Dezember 1978 in Berlin) ist eine deutsche Schauspielerin und Moderatorin.

## Leben
Jasmin Gerat ist die Tochter einer deutschen Mutter und eines türkischen Vaters. Sie besuchte ab 1985 die Berliner Carl-Orff-Grundschule und schloss ihre Schulbildung im Jahr 1994 an der Kopernikus-Gesamtschule mit der Mittleren Reife ab. 1994 gewann Gerat die Bravo Girl-Wahl. Ein Jahr später belegte sie den 2. Platz beim internationalen Modelwettbewerb The Look of the Year.
1995 begann Gerat ein Volontariat beim Fernsehsender tm3 und moderierte die Live-Sendung Heart Attack. Im Jahr darauf übernahm sie zudem die Sendungen Bravo TV, durch die bis dahin Heike Makatsch geführt hatte, und Chartbreaker, so dass sie ab diesem Zeitpunkt drei TV-Formate parallel moderierte. Nachdem sie 1997 ihre Moderationstätigkeiten komplett niedergelegt und sich auf Weltreise begeben hatte, führte sie ab dem Folgejahr gemeinsam mit Christian Ulmen durch die Sendung MTV Alarm beim Musiksender MTV.
Seit 1997 betätigt sich Gerat vorrangig als Schauspielerin. Ihre erste Hauptrolle hatte sie in dem Film Caipiranha von Felix Dünnemann. Seitdem spielte sie in mehreren Fernseh- und Kinoproduktionen mit. Sie ließ sich 1998 für die Mai-Ausgabe der Max und die Juli-Ausgabe des deutschen Playboy, jeweils inklusive Coverauftritt, fotografieren. 1999 gab Gerat am Düsseldorfer Schauspielhaus die Helen in dem Theaterstück Krüppel von Inishmaan. Eine weitere Theaterrolle bekleidete sie im Jahr 2001 am Schauspielhaus Hannover.
Nach den Theater-Engagements folgten weitere Episodenhauptrollen in diversen Fernsehserien. Von 2000 bis 2005 hatte sie eine Rolle in der Serie Küstenwache des ZDF. 2003 folgte eine weitere Kino-Hauptrolle in dem Film Mädchen, Mädchen 2 – Loft oder Liebe von Peter Gersina. Im selben Jahr spielte Gerat in der Episode Vatertag der ZDF-Sendereihe Nachtschicht eine junge Frau, die ihr Kind nach der Geburt zur Adoption freigibt, während ihr Mann im Gefängnis sitzt. Seither wird sie auch für „erwachsenere“ Rollen eingesetzt, so zum Beispiel 2004 in dem Film Die Mandantin von Marcus O. Rosenmüller.
Von 2005 bis 2007 verkörperte Gerat in der ZDF-Serie SOKO Köln die Kommissarin Jale Beck. Mit der selbst mitentwickelten Rolle verband sie einige eigene Charakterzüge mit dem Detail, Tochter eines türkischen Elternteiles zu sein. 2006 drehte sie mit Tobias Moretti und Wotan Wilke Möhring den Sat.1-Film Mord auf Rezept von Regisseurin Isabel Kleefeld. Til Schweiger besetzte sie 2011 in einer Hauptrolle seiner Komödie Kokowääh. Im 2012 erschienenen Film Mann tut was Mann kann spielt sie eine Tierärztin, die schon einen Hochzeitstermin hat, als sich der Protagonist (Wotan Wilke Möhring) in sie verliebt (Regie: Marc Rothemund). 2013 war sie in Kokowääh 2 zu sehen.
2015 spielte sie eine der Hauptrollen in der ersten Staffel der belgisch-dänisch-deutsch-österreichisch-schweizerischen Koproduktion The Team. Danach war sie unter anderem im Tatort: Spielverderber und in der Charlotte-Link-Verfilmung Die letzte Spur zu sehen. Seit 2020 spielt sie in der Kriminalfilmreihe Der Kroatien-Krimi die Kommissarin Staša (Stascha) Novak. 2022 war sie neben Franziska Weisz, Diana Amft und Franziska Hackl in der österreichischen Fernsehserie Tage, die es nicht gab zu sehen.
Gerat ist Mutter zweier Töchter, die 2007 und 2015 geboren wurden. Seit 2016 ist sie Aktionsbotschafterin u. a. von UNICEF zur Bekämpfung von Tetanus. Als Botschafterin für die Björn Schulz Stiftung unterstützt sie das Berliner Kinderhospiz Sonnenhof.

## Filmografie (Auswahl)
- 1997: First Love – Die große Liebe
- 1998: SK-Babies – Partyline
- 1998: Caipiranha – Vorsicht, bissiger Nachbar! (Komödie)
- 2000: Ein Scheusal zum Verlieben
- 2000–2005: Küstenwache (26 Folgen)
- 2000: I Love You, Baby
- 2000: Das Herz des Priesters
- 2000: Falsche Liebe – Die Internetfalle
- 2001: Die Kumpel – Kopfgeld
- 2001: Morakko und der beste Mensch der Welt
- 2002: SK Kölsch – Die letzte Runde
- 2003: Der Bulle von Tölz: Strahlende Schönheit
- 2004: Zwischen Liebe und Tod
- 2004: Nachtschicht – Vatertag
- 2004: Mädchen, Mädchen 2 – Loft oder Liebe
- 2004: SOKO Kitzbühel (2 Folgen – Der Ring der Toten)
- 2005: Wolffs Revier – Fauler Zauber
- 2005: Der Ferienarzt – auf Teneriffa
- 2005: Die Mandantin
- 2005–2007: SOKO Köln (35 Folgen)
- 2006/2009: Alarm für Cobra 11 – Die Autobahnpolizei – Lauras Entscheidung
- 2006: Einsatz Hamburg – Mord auf Rezept
- 2009: Kommissar Stolberg – Die zweite Chance
- 2009: Ein Fall für zwei – Teuflischer Schatten
- 2009: Der Alte – Doppelleben
- 2009: Alarm für Cobra 11 – Die Autobahnpolizei – Rhein in Flammen
- 2009: Zweiohrküken
- 2009: Notruf Hafenkante – Das Greenhorn
- 2009: Rosa Roth – Das Angebot des Tages
- 2010: Ausgerechnet Afrika
- 2011: Kokowääh
- 2011: Tatort – Grabenkämpfe
- 2011: Liebeskuss am Bosporus
- 2011: Tatort – Das erste Opfer
- 2011: Der Alte – Zivilcourage
- 2012: Tierisch verknallt
- 2012: Eine Frau verschwindet – Van Leeuwens erster Fall
- 2012: Mann tut was Mann kann
- 2013: Heute bin ich blond
- 2013: Kokowääh 2
- 2013: Totenengel – Van Leeuwens zweiter Fall
- 2014: Schlaflos in Istanbul (TV-Komödie)
- 2014: Nicht mein Tag
- 2014: Letzte Spur Berlin – Machtspiele
- 2015: The Team (8 Folgen)
- 2015: Meine fremde Frau
- 2015: Stralsund – Es ist nie vorbei
- 2015: Tatort – Spielverderber
- 2015: Stralsund: Kreuzfeuer
- 2016: Im Tunnel
- 2017: Charlotte Link – Die letzte Spur[7]
- 2017: Wendy – Der Film
- 2017: Der Gutachter – Ein Mord zu viel
- 2017: Die Schlümpfe – Das verlorene Dorf (Synchronsprecherin für Schlumpfsturm)
- 2017: Love is in the Air
- 2018: Wendy 2 – Freundschaft für immer
- 2018: Einmal Sohn, immer Sohn
- 2018:  Kroymann (Satiresendung, 1 Folge)
- 2018: Kalte Füße
- 2018, 2022, 2025: Wer weiß denn sowas?
- 2019: Tierisch verknallt
- seit 2020: Der Kroatien-Krimi (Fernsehreihe)
  - 2020: Tote Mädchen
  - 2020: Tränenhochzeit
  - 2021: Jagd auf einen Toten
  - 2021: Die Patin von Privonice
  - 2022: Tod im roten Kleid
  - 2022: Vor Mitternacht
  - 2023: Der Todesritt
  - 2023: Split vergisst nie
  - 2024: Scheidung auf Kroatisch
  - 2024: Die toten Frauen von Brac
- 2020: Gott, du kannst ein Arsch sein!
- 2022: Damaged Goods (8 Folgen)
- 2022: Lieber Kurt
- 2022: Tage, die es nicht gab (8 Folgen)
- 2023: Ein Regenbogen zu Weihnachten

## Moderation
- 1995: Heart Attack, tm3 (später RTL 2)
- 1996: chartbreaker, RTL 2
- 1996–1997: Bravo TV, RTL 2
- 1998: MTV Alarm, MTV, mit Christian Ulmen